# Vilacomdau d'Arròs
Vilacomdau d'Arròs (en francès Villecomtal-sur-Arros) és un municipi francès situat al departament del Gers i a la regió d'Occitània.

## Demografia
| 1962                                       | 1968 | 1975 | 1982 | 1990 | 1999 | 2006 |
| ------------------------------------------ | ---- | ---- | ---- | ---- | ---- | ---- |
| 553                                        | 572  | 642  | 671  | 773  | 743  | 801  |
| Des de 1962: població sense dobles comptes |      |      |      |      |      |      |

## Administració
| Període | Identitat   | Partit |
| ------- | ----------- | ------ |
| 2001-   | André Danos | PS     |